# ルナン・リュース
ルナン・リュース（Renan Luce、1980年3月5日 - ）は、フランスのシンガーソングライター。パリで生まれ、子供の時からブルターニュのフィニステール県で育った。
2006年、1作目のアルバム「Repenti」を発売し、歌手としてデビュー。シングル曲「Le Voisines」、「La Lettre」などスマッシュヒットとなっている。

## ディスコグラフィー

### アルバム
- Repenti （2006年）
- Le Clan des miros （2009年）

### シングル
- Les Voisines （2006年）
- La Lettre （2007年）
- Repenti （2008年）
- Monsieur Marcel （2008年）
- La Fille de la bande （2009年）
- On n'est pas à une bêtise près （2009年）